# Johan Groenewold
Johannes Adrianus (Johan) Groenewold (Delfzijl, 25 februari 1946 - Rotterdam, 28 januari 2009) was een binnenvaartondernemer die naast de belangen van zijn bedrijf ook de belangen van de gehele bedrijfstak binnenvaart diende. Hij werd op 28 april 2006 koninklijk onderscheiden als Ridder in de Orde van Oranje-Nassau omdat hij zich verdienstelijk maakte voor de binnenvaart in Nederland en Europa, een prominente rol vervulde binnen Koninklijke Schuttevaer en zich inzette voor nautische opleidingen en de scheepvaartveiligheid. Zijn interesses lagen op het nautisch-technische vlak en op dat van de sleepboten en de tankvaart.
Johan begon in 1962 op de sleepboot Anna van zijn vader en kon die winter gelijk gaan ijsbreken. Hij opereerde als ondernemer in het grondverzet, het baggerwerk en was betrokken bij de aanleg van de spaarbekkens in de Brabantse Biesbosch en het industrieterrein Moerdijk. In 1972 werd hij riviermeester bij de Rijkshavendienst in Rotterdam. In 1974 werd hij in het bestuur gekozen van de Vereniging voor Sleep- en Duwbooteigenaren ‘RIJN EN IJSSEL' en werd daarna eigenaar van tankduwbakken en aandeelhouder van de Maatschappij tot Exploitatie van Vaartuigen “RIJN EN IJSSEL” B.V. In die functie nam hij in 2000 de Verenigde Tankrederij (VT) over van Bart Fock. VT is in 1932 ontstaan door het samengaan van een aantal kleinere tankrederijen. De rederij beheert ongeveer dertig eigen schepen en charterschepen. VT is eigenaar van de grootste bunkervloot in de binnenvaart, met een reeks schepen die variëren van 2000 ton tot 9350 ton. Met anno 2009 een marktaandeel voor het bunkeren in de ARA-havens (Amsterdam, Rotterdam, Antwerpen) van ongeveer vijftig procent. Behalve bunkeren (veertig procent van de omzet) vervoert VT ook naar het achterland producten als 'lage chemie' en vooral loog en smeerolie.
Groenewold paste zijn schepen aan aan de eisen van deze tijd. De schepen werden stuk voor stuk voorzien van elektronische kaartsystemen met een overlay van het radarscherm. Hij was betrokken bij het INDRIS onderzoek (een Europees project voor elektronische communicatie tussen schepen onderling en met walorganisaties) en vond dat de overheid alle schepen moest uitrusten met gratis AIS transponders. De nieuwe tankers zijn niet alleen vanwege hun afmetingen innovatief. Voor bunkerschepen is dubbelwandigheid ook nieuw.
Zijn groot- en overgrootvader zaten ook in de sleepvaart en in de zand- en grind. Zij waren betrokken bij de bouw van de Afsluitdijk, de Noordoostpolder, de Botlek, de afsluiting van de Lauwerszee en de aanleg van de Deltawerken.
Zijn betrokkenheid bij de binnenvaart blijkt uit zijn functies als:
- president-directeur van de Verenigde Tankrederij B.V.
- directeur en voorzitter van de Maatschappij tot Exploitatie van Vaartuigen “RIJN EN IJSSEL” BV en tevens partner in het CAO-overleg bij de onderhandelingen van de binnenvaartbranche
- voorzitter van de Vereniging voor Sleep- en Duwbooteigenaren ‘RIJN EN IJSSEL’
- voorzitter van de Internationale Tankvaart Vereniging
- voorzitter van de Werkgroep Binnenvaartbelangen Rotterdam
- voorzitter van de afdeling Rotterdam van Koninklijke Schuttevaer
- voorzitter van de examencommissie Rijn- en Binnenvaart diploma’s
- voorzitter van het bestuur en lid van de Raad van toezicht van de SAB Stichting Vaardocumenten & Afvalstoffen Binnenvaart
- Lid van het Deelorgaan Binnenvaart te Den Haag en vertegenwoordigde als zodanig de Sleep- en Duwvaartsector bij de Centrale Commissie voor de Rijnvaart in Straatsburg, m.b.t. o.a. technische voorschriften, nautische regel- en wetgeving, bemanningsvoorschriften c.q. dienst- en rusttijden, beroepsopleidingen, etc.
- lid van de Raad van Bestuur van de Europese Schippers Organisatie te Brussel
- lid van de Raad van Toezicht van het CCV, voorheen KOFS, Koninklijk Onderwijs Fonds voor de Scheepvaart
- lid van de Raad voor de Transportveiligheid
- Lid van de adviesraad van het Nova College, Maritieme Academie
- bestuurslid van het Bedrijfspensioenfonds Rijn- en Binnenvaart
- bestuurslid van het Bureau Voorlichting Binnenvaart
- bestuurslid van het Kantoor Binnenvaart [CBOB, ONS, RKSB, AMVV, KSCC, NPRC, VBR (B), BvE (B), ESO]
- bestuurslid van het Centraal Bureau Rijn en Binnenvaart
- bestuurslid van het Nationale Nautische Verkeersdienst Opleidingsinstituut, voor o.a. medewerkers van de verkeersposten langs de rivieren en in de havens
- oud-bestuurder van de Noordzee Onderwijsgroep
- adviseur van de Dunamare Onderwijsgroep

Groenewold was in 1994 een van de oprichters van Binnenvaart Nederland, dat het niet heeft gehaald. Het bleek een brug te ver, er is te veel cultuurverschil in de schipperij. De branche heeft zich georganiseerd in drie 'blokken': Het Kantoor Binnenvaart, het Centraal Bureau Rijn en Binnenvaart en Koninklijke Schuttevaer, waarbij Johan Groeneveld in alle drie een bestuursfunctie vervulde. Dat hij het goed had gezien bleek later. 5 september 2013 werd Binnenvaart Logistiek Nederland (BLN) opgericht, waar het Centraal Bureau Rijn en Binnenvaart (CBRB) niet aan deelnam. Koninklijke Binnenvaart Nederland kwam pas in 2022 bij de fusie van BLN en het CBRB tot stand.